# Gelasma imitans
Gelasma imitans är en fjärilsart som beskrevs av W. Warren 1906. Gelasma imitans ingår i släktet Gelasma och familjen mätare. Inga underarter finns listade i Catalogue of Life.